# Friedel Zeddies
Friedel Zeddies (geboren 1. Februar 1894 in Latferde, Landkreis Hameln; gestorben 14. April 1974 ebenda) war ein deutscher Landwirt, Politiker und Mitglied des Niedersächsischen Landtages.

## Leben

Gemeinsam mit Oberbürgermeister Gustav Bratke: Plakat „Öffentliche Aufforderung“ im Auftrag der britischen Militärverwaltung vom 5. Oktober 1946 zur Vorführung sämtlicher Pferde im Stadtkreis Hannover

Friedel Zeddies arbeitete als Landwirt und war Präsident der Landwirtschaftskammer Hannover. Am 22. Dezember 1945 wurde er von der britischen Besatzungsmacht zum Landrat des Kreises Hameln-Pyrmont ernannt.
1947 stellte Zeddies für den Landbuch-Verlag einen Lizenzantrag für die Herausgabe der Zeitschrift Kleintier und Garten.
Vom 2. April 1954 bis 5. Mai 1955 war er Mitglied des Niedersächsischen Landtages (2. Wahlperiode), nachdem er bereits 1949 vergeblich für die Deutsche Partei zum Deutschen Bundestag kandidiert hatte. Er rückte für den ausgeschiedenen Abgeordneten Karl-Ulrich Hagelberg in den Landtag nach.